# Tuliszków
Tuliszków é um município da Polônia, na voivodia da Grande Polônia e no condado de Turek. Estende-se por uma área de 7 km², com 3 348 habitantes, segundo os censos de 2016, com uma densidade de 478,3 hab/km².